# Kálmán Kalocsay

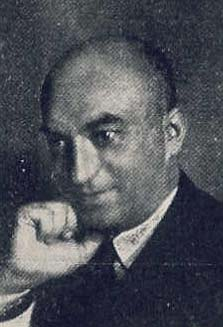
Kálmán Kalocsay

Kálmán Kalocsay (* 6. Oktober 1891 in Abaújszántó, Österreich-Ungarn; † 27. Februar 1976 in Budapest) war ein ungarischer Arzt, der als einer der bedeutendsten Esperanto-Poeten und -Übersetzer gilt und der auch sehr viel zur Entwicklung der Plansprache Esperanto beitrug. Seine Veröffentlichungen erschienen auch unter den Pseudonymen C. E. R. Bumy, Kopar, Alex Kay, K. Stelov, Malice Pik, Peter Peneter. Hauptberuflich arbeitete er als Infektiologe am Budapester Krankenhaus.
In seiner Jugend lernte Kaloscay sowohl Ido als auch Esperanto, entschied sich dann aber für letzteres, da es in seinen Augen mehr poetisches Potential enthielt. 1921 erschien sein erster Gedichtband auf Esperanto, dem einige weitere folgen sollten. Über die Herausgabe der renommierten Zeitschrift „Literatura Mondo“ führte Kalocsay in den 1920er- und 1930er-Jahren die sogenannte „Budapester Schule“, eine Gruppe von Esperanto-Schriftstellern, an. 
Neben seinen lyrischen Werken verfasste Kálmán Kalocsay auch einige Bücher über Literatur und linguistische Theorie, eine Grammatik und eine Enzyklopädie des Esperanto. Gemeinsam mit Gaston Waringhien schrieb Kalocsay das „Parnasa Gvidlibro“, einen Leitfaden für Schriftsteller, und die „Plena Analiza Gramatiko“, das lange Zeit maßgebliche Standardwerk für die Esperanto-Grammatik.